# Toilers of the Sea (film 1936)
Toilers of the Sea è un film del 1936 diretto da Selwyn Jepson. È una delle versioni cinematografiche del romanzo I lavoratori del mare (1886) di Victor Hugo.

## Produzione
Il film fu prodotto dalla L.C. Beaumont.

## Distribuzione
Fu distribuito dalla Columbia Pictures (UK) e Filmgalerie 451.